# Bruger-genereret TV
Bruger-genereret TV (BGTV) er også på engelsk oversat til User-generated TV. Begrebet er en afledning af Bruger Genereret Indhold (BGI) – på engelsk User-genereted Content (UGC), der hentyder til digtalt fremstillet indhold – fx tekst, grafik, fotos eller video – til udsendelse på tv eller websites. Tv-seerne (brugerne) tager selv vare for indholdet i et særligt defineret time-slot på en tv-flade. Hensigten er også at aktivere seerne som producenter og leverandører af nyheder, underholdning og andet programindhold. Ideen kan tilnærmelsesvis sammenlignes med begrebet WEB 2.0, hvor man operere med brugergenereret indhold til web – bedst kendt fra de sociale netværker som f.eks. Facebook og YouTube.
Det bruger-genererede TV-indhold produceres vha. håndholdte devices; fx mobiltelefoner, tablets – eller videokameraer – eventuelt redigeret på en computer. Brugerne kan vælge at uploade deres bud på programindhold direkte fra en device eller uploade den redigeret form fra computeren. 
De bruger-genereret TV-produktioner gennemses af tv-stationens redaktion (screening) inden det bliver udsendt i kanalens programflade.

## Historie
Det første TV-show, som indeholdt BGTV var et eksperimenterende show kaldet Zed, der blev udsendt af CBC Television – et offentligt finansieret canadisk nationalt tv-selskab. Showet kørte fra 2002-2006.
Det første tv-show, der udelukkende er baseret på BGTV er Outloud.TV. Showet startede i august 2003, som universitetsprojekt i Amsterdam lokal-tv, og er i øjeblikket stadig kører som projekt af Outloud.TV Foundation i Amsterdam. Outloud.TV var også det første programformat, der automatisk udsendte programindhold i prædefinerede time-slots og på 100% demokratisk vis, baseret på brugerafstemning på Outloud.TV’s sociale netværk. Den første kabel-tv-station, som baserer sig på BGTV er Current TV, der blev skabt af Al Gore og forretningsmanden Joel Hyatt i 2004. I 2012 består en tredjedel af stationens programindhold forsat BGTV.
I Danmark foretager tv-stationen Kanal København i 2004 de første eksperimenter med BGTV, ved at udsende seernes egne videoproduktioner i et prædefineret time-slot i middagsfladen. Programindholdet bliver ikke genre-opdelt, men screenes udelukkende af hensyn til radio- og tv-loven.